# Dionisópolis
Dionisópolis (em grego clássico: Διονύσου πόλις, Διονυσόπολις) era uma cidade da antiga Trácia, mais tarde da Mésia, no rio Ziras. Foi fundada como um assentamento trácio, porém mais tarde foi colonizada pelos antigos gregos jônios e recebeu o nome de Crunos (em latim: Cruni; em grego clássico: Κρουνοί; romaniz.: Krounoi). Foi nomeada Krounoi das fontes de água próximas. Foi renomeada como Dionisópolis após a descoberta de uma estátua de Dioniso no mar. Mais tarde, tornou-se uma fortaleza greco-bizantina e búlgara. A cidade também tinha o nome de Maciópolis.
Seu assentamento fica perto da moderna Balčik, na Bulgária.